# 东北财经大学出版社

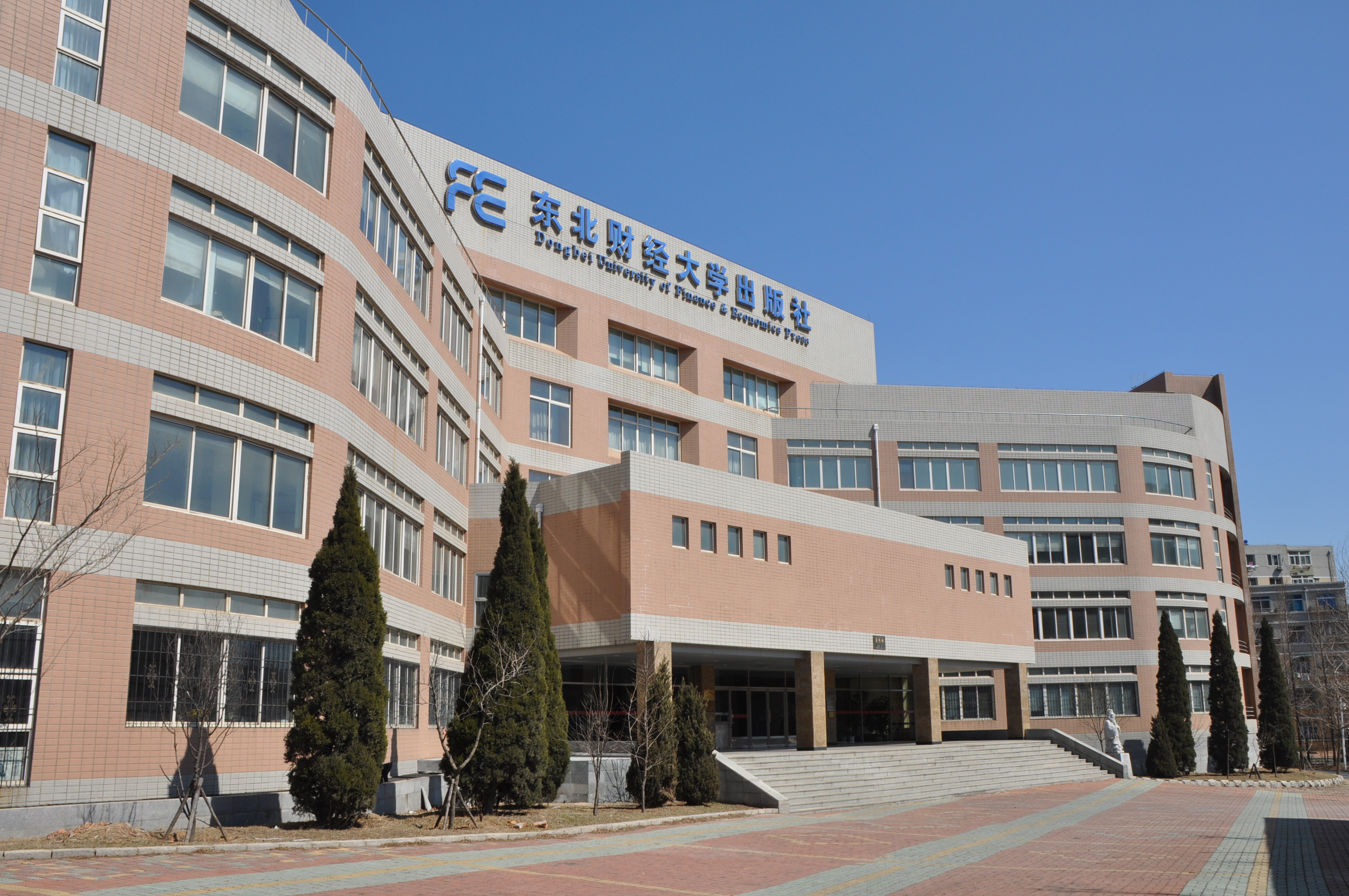
东北财经大学出版社

东北财经大学出版社 (英語：Dongbei University of Finance and Economics Press)是一家位于中国大连的出版社，隶属于东北财经大学。

## 历史
创建于1985年2月，现任社长是田世忠。主要出版财经，管理类书籍。